# Snijkî, Stavîșce
Snijkî (în ucraineană Сніжки) este o comună în raionul Stavîșce, regiunea Kiev, Ucraina, formată numai din satul de reședință.

## Demografie
Componența lingvistică a comunei Snijkî
     Ucraineană (99,58%)
     Alte limbi (0,42%)
Conform recensământului din 2001, majoritatea populației comunei Snijkî era vorbitoare de ucraineană (99,58%), existând în minoritate și vorbitori de alte limbi.